# Dioctria caesia
Dioctria caesia là một loài ruồi trong họ Asilidae. Dioctria caesia được Wiedemann miêu tả năm 1818. Loài này phân bố ở vùng Cổ Bắc giới.